# Новая газета
«Но́вая газе́та» — российская общественно-политическая газета. Известна оппозиционной, либеральной, демократической и правозащитной направленностью, а также журналистскими расследованиями.
Редакция находилась в Москве, по состоянию на октябрь 2021 года в редакции работало 138 человек, газета выходила трижды в неделю.
5 сентября 2022 года Басманный суд Москвы на основании иска Роскомнадзора аннулировал у «Новой газеты» лицензию СМИ в России.
Газета и её сотрудники многократно становились лауреатами профессиональных, общественных и государственных наград. Как минимум пятеро журналистов издания были убиты, предположительно, из-за профессиональной деятельности.
Главный редактор газеты Дмитрий Муратов в 2021 году был удостоен Нобелевской премии мира за «усилия по сохранению свободы мысли как непременного условия для демократии и мира». 22 марта 2022 года Дмитрий Муратов и коллектив газеты приняли решение передать Нобелевскую Медаль премии мира 2021 года в фонд помощи украинским беженцам.
28 марта 2022 года объявила о приостановке работы до окончания вторжения России на Украину. В апреле 2022 года покинувшими Россию журналистами было запущено онлайн-издание — «Новая газета Европа»; в том же месяце оно было заблокировано Роскомнадзором, однако сайт продолжает обновляться. С 15 июля оставшиеся в России журналисты «Новой» начали публиковать бумажный журнал вместе с сайтом «НО. Новая рассказ-газета», однако через неделю этот сайт был заблокирован Роскомнадзором. В конце августа 2022 года редакция запустила сайт-конструктор Novaya.media, где можно читать, в том числе, и новые выпуски журнала «НО».

## Формат
«Новая газета» выходит три раза в неделю: по понедельникам, средам и пятницам. Формат разворота газеты — A2. Полосы — A3. По состоянию на 15 июня 2012 года общий тираж газеты составлял 284 500 экземпляров, а по состоянию на 17 апреля 2019 года — 123 400 экземпляров. Газета печатается во Владивостоке, Екатеринбурге, Москве, Рязани, Санкт-Петербурге. Зарубежные выпуски: Германия, Казахстан.
До 2009 года газета выходила два раза в неделю: по понедельникам и четвергам. По пятницам до конца 2008 года выходило отдельное еженедельное цветное обозрение «Новая газета. Свободное пространство». Теперь это обозрение является частью пятничного выпуска «Новой газеты», первым шеф-редактором которого в 2006—2013 годах был Юрий Сафронов.
В качестве вкладки каждый месяц выходит тематическое приложение «Правда ГУЛАГа». Материалы опубликованных выпусков газеты, вкладок и приложений доступны на сайте газеты в общем архиве. В прошлом в качестве вкладок выпускались газеты «ОГФ», «Яблока», русская версия «Le Monde diplomatique», новая автомобильная газета «ШОФЁР», научно-популярное приложение «Кентавр», банковское приложение «Банкнота».

## История
Газета была создана группой журналистов (Дмитрий Муратов, Сергей Кушнерев, Павел Вощанов, Акрам Муртазаев, Дмитрий Сабов и др.), которые ушли из «Комсомольской правды» и создали своё издание под названием «Новая ежедневная газета». Михаил Горбачёв, давний партнёр издания, ещё в 1993 году на часть средств от своей Нобелевской премии купил 8 компьютеров для этой группы из 30 журналистов.

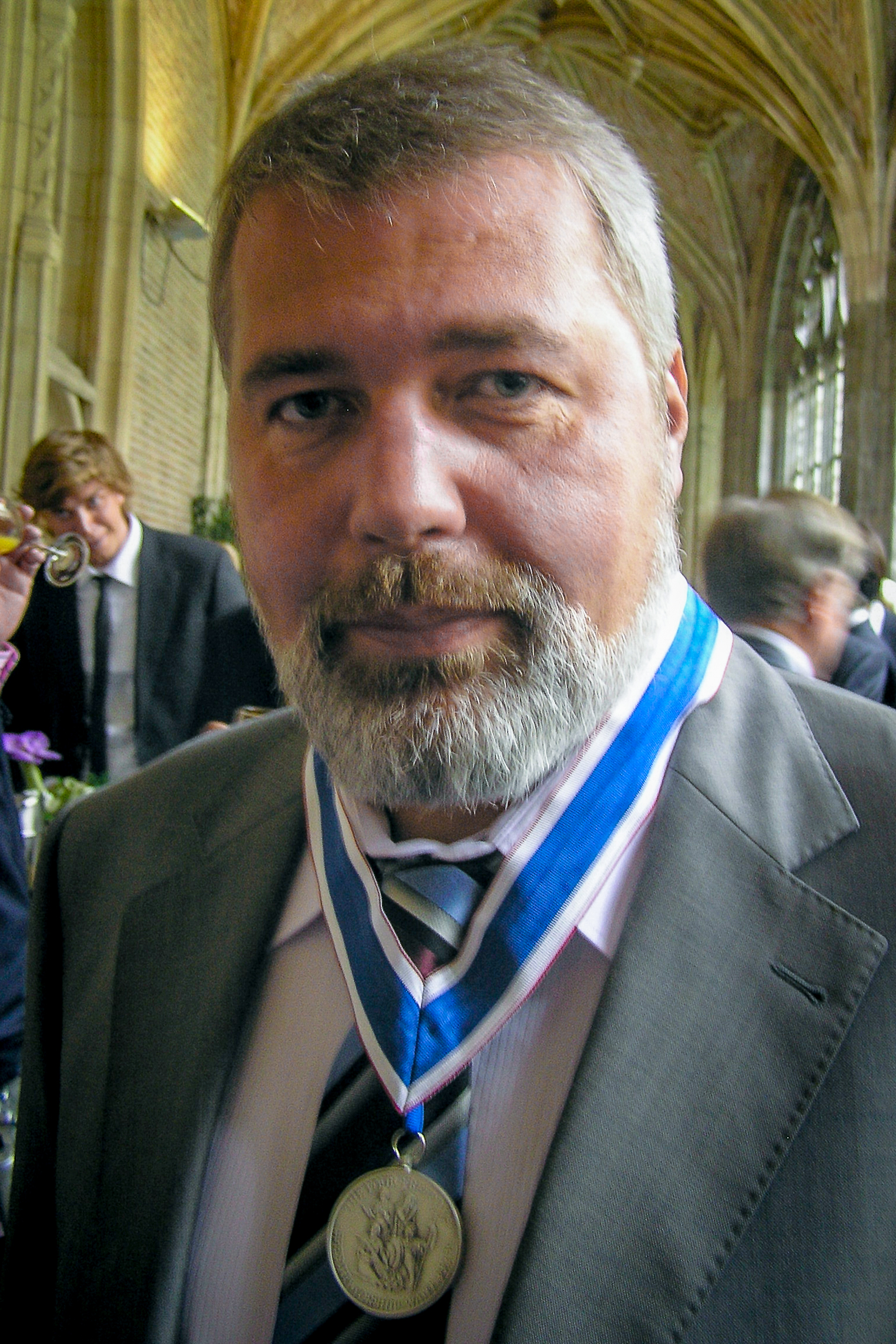
Дмитрий Муратов

Первый номер вышел 1 апреля 1993 года 100-тысячным тиражом. Первым главным редактором газеты был Сергей Кожеуров. Первые три месяца выходила раз в неделю, с июля 1993 — стала ежедневной. По состоянию на 2021 год выходит три раза в неделю. С февраля и до августа 1995 года газета не выходила в Москве в силу финансовых причин. С августа 1995 года возобновилась как еженедельная. В 1996 году зарегистрирована как АНО РИД «Новая газета».
С 1995 года до ноября 2017 года главным редактором издания был Дмитрий Муратов. В 2017 году он не стал выдвигаться на выборы главного редактора и его сменил Сергей Кожеуров, который с 2000 года был генеральным директором издания. В 2019 году Муратов вернулся на должность главного редактора, получив на выборах 51,7 % голосов сотрудников.
8 октября 2021 года Муратов был удостоен Нобелевской премии мира за «усилия по сохранению свободы мысли как непременного условия для демократии и мира». Глава Нобелевского комитета Берит Рейсс-Андерсен заявила:

С момента основания в 1993 году «Новая газета» публиковала критические статьи на темы от коррупции, полицейского насилия, незаконных арестов, манипуляций на выборах, фабрик троллей и до применения российский войск внутри и за пределами России. Оппоненты «Новой газеты» отвечали на это угрозами, насилием и убийствами. С момента основания газеты убиты шесть её журналистов, включая Анну Политковскую, писавшую о войне в Чечне. Несмотря на убийства и угрозы, главный редактор Муратов не отказался от принципа независимости и последовательно защищал право журналистов писать на выбранные темы, покуда это соответствует профессиональным и этическим стандартам журналистики.

4 марта 2022 года в связи принятием Федерального закона «О внесении изменений в Уголовный кодекс Российской Федерации и статьи 31 и 151 Уголовно-процессуального кодекса Российской Федерации» редакция приняла решение продолжить работу, но удалить «многие материалы» про «боевые действия на территории Украины».

## Журналистские расследования
«Новая газета» активно занимается журналистскими расследованиями.
- Дело Mabetex. 28 февраля 2000 года вышел материал в «Новой газете», согласно которому в 1995—1996 годах финансовые расчёты с фирмами Mercata, Mabetex и другими, «уводившими» средства госбюджета через управделами президента РФ, готовились лично первым заместителем министра финансов РФ Михаилом Касьяновым[20].
- Взрывы жилых домов в 1999 году в России[21].
- Действия официальных лиц во время и после операции по освобождению заложников в театре на Дубровке[22].
- Покушение на Германа Галдецкого, занимавшегося расследованиями задержаний и сексуальных домогательств к прохожим девушкам со стороны сотрудников московской милиции[23][24].
- Случай изнасилования и убийства Эльзы Кунгаевой полковником Юрием Будановым[25].
- Действия официальных лиц во время и после захвата заложников в Беслане[26].
- Милицейская спецоперация в Благовещенске (Башкортостан), сопровождавшаяся нарушениями прав человека[27]. По данным «Новой газеты», были избиты сотни людей, а десятки девушек изнасилованы[28]. Официально потерпевшими были признаны 56 человек. Согласно сообщению «Ленты.ру», башкирские правозащитники из организации «За права человека» утверждают, что в прокуратуре заявления от пострадавших принимать отказывались. Как сообщили журналисты, специальная комиссия центрального аппарата МВД называла большую численность пострадавших — по разным оценкам до 1000 человек[29].
- Дело Лапина: Похищение Зелимхана Мурдалова сотрудником Ханты-Мансийского ОМОНа Сергеем Лапиным[30].
- Случай расстрела мирных граждан Чечни капитаном ГРУ Эдуардом Ульманом и его командой[31].
- Российский ландромат — отмывание выведенных из России более $20 млрд: в Молдове мнимо проигрывался суд, и в погашение требований переводились деньги («Ландромат», 2014 год). После публикации последовало специальное решение Центрального банка РФ и возврат денег. Журналистское расследование велось больше года[19][32].
- Группы смерти — расследование самоубийств подростков в 2015—2016 годах.
- Преследования и убийства гомосексуалов в Чечне[33][34][35][36].
- Мошенничество администрации города Сочи с разрешениями на строительство. Сносы домов, лишение граждан собственности[37].

Обозреватель «Новой газеты» Юрий Рост высказал мнение в 2006 году, что «даже в советские времена <…>, если ты написал, то кто-то должен был отреагировать. Сейчас никто не реагирует на написанное журналистами».
Газета отслеживала, а в некоторых случаях и инициировала судебные разбирательства.

## Собственники и финансирование
Контрольный пакет издания (76 % акций) принадлежит коллективу, 14 % — бизнесмену Александру Лебедеву, 10 % принадлежали Михаилу Горбачёву, скончавшемуся 30 августа 2022 года.
В феврале 2002 года представитель центра общественных связей ФСБ Илья Шабалкин заявил, что у газеты имеются финансовые разногласия с фондом Джорджа Сороса, однако представители фонда и редколлегия это опровергли.
Как выяснили «Известия», «Новая газета» получала прямую государственную денежную поддержку от правительства Нидерландов.
Одним из спонсоров «Новой газеты» является совладелец Yota Devices Сергей Адоньев. В 2019 году главный редактор «Новой газеты» Дмитрий Муратов подтвердил, что Адоньев финансирует издание:

Мы получаем благотворительные взносы от господина Адоньева, он наш надёжный партнёр и товарищ… С. Н. Адоньев никогда не вмешивался в политику газеты, её осуществляет избранный коллективом главный редактор и редколлегия
С сентября 2018 года газета финансируется через краудфандинговый проект «Соучастники».

## Коллектив
- Главный редактор — Дмитрий Муратов.
- Издатель, председатель редакционного совета и совета директоров — Дмитрий Муратов.
- Ведущие сотрудники и обозреватели[47]:
  - Юлия Латынина
  - Юрий Рост
  - Ирина Петровская
  - Станислав Рассадин
  - Олег Хлебников
  - Елена Дьякова
  - Леонид Никитинский
  - Алла Боссарт
  - Зоя Ерошок
  - Павел Фельгенгауэр
  - Вячеслав Измайлов
  - Дмитрий Быков
  - Артемий Троицкий
  - Дина Рубина
  - Павел Вощанов
  - Евгений Бунимович
  - Александр Генис
  - Елена Масюк
  - Павел Каныгин
  - Слава Тарощина
  - Ким Смирнов
  - Лариса Малюкова
  - Елена Милашина
  - Галина Мурсалиева
- Редакционная коллегия:
  - Роман Анин — редактор отдела расследований;
  - Ольга Боброва — заместитель главного редактора;
  - Руслан Дубов — ответственный секретарь;
  - Александр Лебедев — заместитель главного редактора;
  - Андрей Липский — заместитель главного редактора;
  - Лариса Малюкова — обозреватель;
  - Кирилл Мартынов — заместитель главного редактора;
  - Константин Полесков — выпускающий редактор сайта;
  - Алексей Полухин — заместитель главного редактора;
  - Надежда Прусенкова — пресс-служба;
  - Георгий Розинский — заместитель главного редактора;
  - Юрий Рост — обозреватель;
  - Пётр Саруханов — главный художник;
  - Сергей Соколов — заместитель главного редактора;
  - Ольга Тимофеева — редактор отдела культуры;
  - Вера Челищева — глава отдела судебной информации;
  - Виталий Ярошевский — заместитель главного редактора

В газете также публиковались Михаил Горбачёв, Юрий Шевчук, Андрей Битов, Сергей Юрский, Виктор Шендерович и другие публичные персоны.

## Убийства и угрозы
Потерпевшие сотрудники газеты, а также аффилированные лица:
- Игорь Домников (пережил покушение в 2000 году, впоследствии скончался в больнице)[53].
- Олег Лурье (пережил покушение в 2000 году, впоследствии выздоровел и вернулся в журналистику)[54].
- Виктор Попков (убит в 2001 году)[55].
- Сергей Золовкин (пережил покушение в 2002 году)[56].
- Юрий Щекочихин (в 2003 году предположительно отравлен)[57].

Заместитель главного редактора газеты Юрий Щекочихин, член «Общественной комиссии по расследованию обстоятельств взрывов домов в городах Москве и Волгодонске и проведения учений в городе Рязани в сентябре 1999 года», скоропостижно скончался от сильнейшего аллергического шока в июле 2003 года. Ответственный секретарь «общественной комиссии» правозащитник Лев Левинсон заявил, что не связывает смерть Ю. Щекочихина с его работой в этой комиссии. Его коллеги считают, что имело место целенаправленное отравление (убийство). Незадолго до этого Щекочихин вёл журналистское расследование «Мебельного дела» и получал угрозы по телефону.
- Михаил Комаров (пережил покушение в 2003 году)[59].
- Светлана Орлюк (убита в 2006 году)[60].
- Анна Политковская (убита в 2006 году)[61].
- Станислав Маркелов (убит в 2009 году) — вёл некоторые дела «Новой газеты», такие как дело об убийстве Игоря Домникова[62].
- Анастасия Бабурова (вместе со Станиславом Маркеловым убита в 2009 году)[63].
- Наталья Эстемирова (убита в 2009 году) — сотрудничала с «Новой газетой»[64].
- Дмитрий Быков (по данным расследования The Insider и Bellingcat, пережил покушение на убийство в апреле 2019 года теми же сотрудниками ФСБ, которые организовали отравление Алексея Навального и Владимира Кара-Мурзы).

Сотрудники газеты получали неоднократные анонимные угрозы в свой адрес:
- 16 февраля 2006 года на специального корреспондента газеты Елену Милашину было совершено нападение в Беслане[65].
- 24 ноября 2006 года двое ведущих журналистов газеты получили анонимные угрозы убийством в связи с расследованием проблем на Северном Кавказе и расследованием убийства Анны Политковской[66].
- 22 декабря 2006 года спецкор Елена Милашина и редактор сайта Правда Беслана Марина Литвинович получили анонимные угрозы в связи с критикой парламентской комиссии Торшина по расследованию теракта в Беслане[65].
- 15 марта 2021 года произошла химическая атака на здание редакции «Новой газеты»[67][68].
- 4 июля 2023 года на Елену Милашину было совершено нападение на дороге к Грозному из аэропорта[69][70].

## Премии и награды

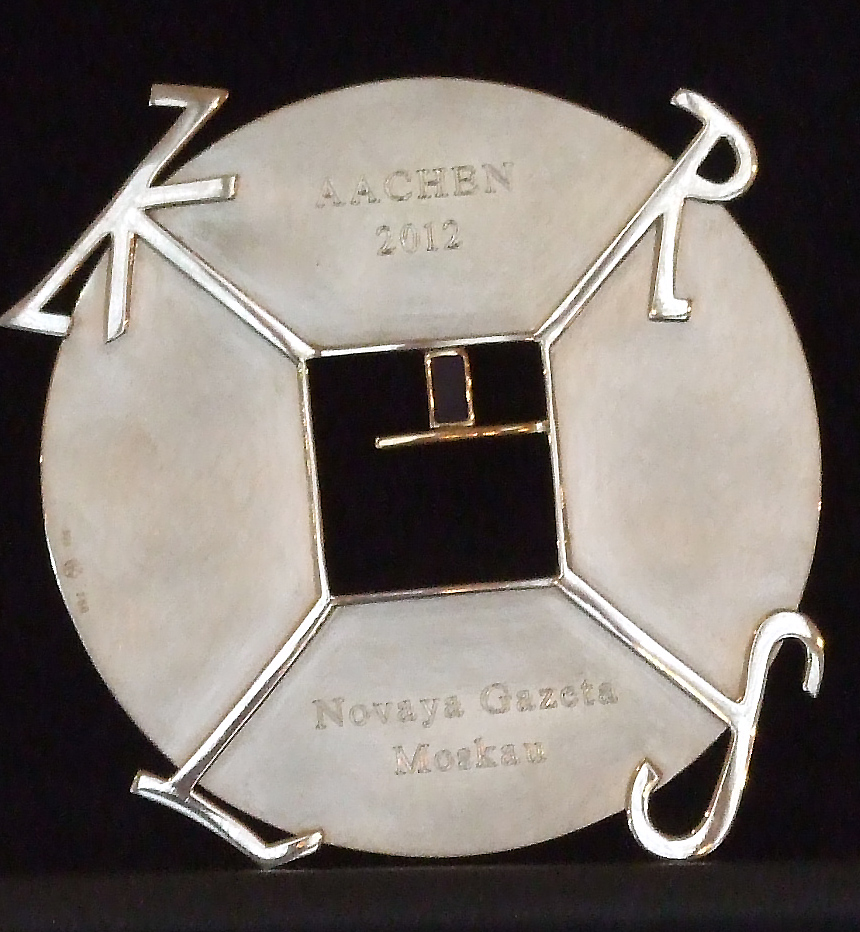
(2012)

- Специальный корреспондент отдела расследований «Новой газеты» Роман Анин стал победителем в 2013 году международного конкурса журналистов имени Найтов (Knight International Journalism Award), проводимого Международным центром для журналистов (ICFJ)[71][72] и в 2012 году стал лауреатом Премии имени Юлиана Семёнова в области экстремальной геополитической журналистики за 2011 год, вручаемой Союзом журналистов Москвы[73].

- Специальный корреспондент отдела информации «Новой газеты» Елена Костюченко получила в 2013 в Алматы премию «Свобода»[74] и в 2013 году в Осло премию имени Герда Буцериуса «Свободная пресса Восточной Европы» (Gerd Bucerius-Förderpreis Freie Presse Osteuropas)[75].

- В 2001 году журналистка «Новой газеты» Эльвира Горюхина стала первым лауреатом премии имени Андрея Сахарова «За журналистику как поступок»[76].
- Премия имени Герда Буцериуса «Свободная пресса Восточной Европы». Виктория Ивлева[77].
- В 2007 премии 2-й степени конкурса молодых журналистов «Ступень к успеху» получили Елена Костюченко и Серёжа Пигач (12 лет)[78].

- Журналистская премия ЮНЕСКО. Анна Политковская[79].
- Премия Артёма Боровика. Вячеслав Измайлов[80].
- Премия «Клуба-25». Анна Политковская[81].
- «Золотое перо России». Станислав Рассадин. Премии Союза журналистов России в номинации «За профессиональное мастерство». Виктория Ивлева и Алексей Полухин[82].
- Премия Генри Наннена за заслуги в деле свободы прессы в 2007 году. «Новая газета»[83].
- Премия международной организации «Репортёры без границ» и «Фонда Франции». «Новая газета» и Анна Политковская[84].
- Премия имени Андрея Сахарова «За журналистику как поступок». Анна Лебедева. Специальный диплом жюри «За жизнь, отданную журналистике». Анна Политковская[85].
- Интернациональная премия Национального союза итальянских репортёров «Репортёр года-2006». Анна Политковская[86].
- Премия «Золотой гонг»-2005 в номинации «Результативность публикации». Юрий Гейко[87].
- Премия «Золотое перо России-2005». Борис Бронштейн. Премия Союза журналистов России в номинации «За профессиональное мастерство». Андрей Липский[88].
- Премия «Золотое перо границы». Юрий Батурин[89].
- Премия Союза журналистов России, Евгений Бунимович.
- Премия правительства России. Юрий Рост[90].
- Премии Всероссийского конкурса «Вместе!»-2005. В номинации «Миграция: собственное расследование» Ирина Халип. В номинации «Дети без границ». Надежда Андреева. В номинации «Гражданская позиция». «Новая газета Кубани»[91].
- Премия журнала «Тайм» «Герой Европы» в номинации «Храброе сердце». Ирина Халип[92].
- Призы «Итогов года в мире массмедиа Петербурга». В номинации «СМИ года-2004». «Новая газета» в Санкт-Петербурге. В номинации «Журналист года-2004». Николай Донсков[93].
- Лучший журналист 2004 года, пишущий о кино, по версии фестиваля архивного кино «Белые столбы». Лариса Малюкова[94].
- Премия Улофа Пальме. Анна Политковская. Премия Института региональной прессы и правозащитной организации «Гражданский контроль» «За верность свободе слова и профессионализм». Николай Донсков[95].
- Премия Союза журналистов Москвы в номинации «Лучшая публикация». Эльвира Горюхина[96].
- Премия имени Дмитрия Завадского «За мужество и профессионализм». Ирина Халип[97].
- «Золотое перо Санкт-Петербурга-2003». Николай Донсков[98].
- Премия имени Андрея Сахарова «За журналистику как поступок». Анна Политковская[99].
- Дипломы конкурса «Золотой гонг-2000». Анна Политковская и Игорь Домников в номинации «Верность теме»[100].
- 8 декабря 2008 года Юлия Латынина была удостоена премии «Защитник свободы», учреждённой госдепартаментом США[101]. Премию Латыниной вручала лично госсекретарь США Кондолиза Райс.
- 10 декабря 2010 года Ольга Боброва получила от организации «Репортёры без границ» премию Press Freedom Awards за серию статей о Северном Кавказе[102].
- 21 ноября 2010 года «Новая газета» удостоилась премии имени Льва Копелева[103].
- В декабре 2010 года Human Rights Watch наградила Елену Милашину премией Элисон де Форж[104].
- В 2010 году газета получила Freedom of Speech Medal от Roosevelt Study Center[англ.][105][106].
- Главный редактор газеты Дмитрий Муратов был награждён орденом Почётного легиона[107].
- Газета является лауреатом премии «Золотой гонг-2010»[106].
- В 2009 году газета получила приз International Press Freedom Award от Canadian Journalists for Free Expression[108].
- За очерки «Война и мир по принуждению» Аркадий Бабченко и Сергей Канев были удостоены премии Артёма Боровика[109].
- В 2009 году Международный институт прессы удостоил газету наградой Free Media Pioneer Award[110].
- Журналист газеты Роман Шлейнов получил в 2009 году премию имени Герда Буцериуса «Свободная пресса Восточной Европы» (Gerd Bucerius-Förderpreis Freie Presse Osteuropas)[111].
- В 2008 году. Transparency International наградила Романа Шлейнова премией Integrity[112].
- В 2004 году Английский ПЕН-Центр присудил награду «Writers in Translation» Анне Политковской, а в 2007 году — Аркадию Бабченко[113].
- 10 мая 2012 года «Новая газета» награждена медалью Карла Великого (Германия) за выдающиеся заслуги в деле европейской интеграции в сфере СМИ[114].
- В 2017 году издание получило специальный приз по совокупности материалов разных авторов премии «Профессия — журналист» фонда «Открытая Россия»[115].
- В 2017 году «Новая газета» получила премию свободы имени Андрея Сахарова за расследования о пытках, проведённые Еленой Милашиной[116].
- В 2018 году Ольга Боброва и Галина Мурсалиева получили Правительственные награды в области СМИ[117].
- В 2020 году Галина Мурсалиева стала лауреатом журналистской премии Золотое перо России[118].
- По состоянию на май 2022 года журналисты «Новой газеты» получили 27 премий «Редколлегия» за свои статьи.
- В октябре 2021 года журналист и главный редактор газеты Дмитрий Муратов получил Нобелевскую премию мира «за вклад в развитие свободы слова»[119].

## Мнения о газете
Президент России Дмитрий Медведев на кулуарной встрече с главным редактором газеты Дмитрием Муратовым и Михаилом Горбачёвым 29 января 2009 года сказал, что среди прочих газет он регулярно читает и «Новую» в электронном виде, а также что эту газету любить не надо, но она должна выходить и критиковать правительство. В апреле 2009 Медведев дал интервью Дмитрию Муратову.
Академик РАН, президент Международного фонда «Демократия», бывший член Политбюро ЦК КПСС Александр Яковлев в интервью «Новой газете» назвал её самой патриотической, как отстаивающую интересы России.
Журналист Наталия Геворкян считает, что в России давно забыли, что такое журналистское расследование. Кроме «Новой газеты», никто не пытается «рыть носом землю», рисковать и тщательно проверять информацию.
Согласно журналу «Эксперт», «Новая газета» «известна своими расследованиями и периодически публикуемым сливом компромата».
В материале журналиста Гая Чейзана из «The Wall Street Journal» сказано, что «Россия — одно из самых опасных для журналистов мест в мире. А самое опасное в России место для журналистов — это „Новая газета“».
Обозреватель газеты «Известия» и журнала «Эксперт» Максим Соколов в своём интервью назвал «Новую газету» «апофеозой освободительной пошлости».
Историк Леонид Баткин в радиоэфире упоминал, что любит и уважает «Новую газету», у которой специфическая разоблачительная, прямая, атакующая функция.
По словам одного из владельцев газеты Михаила Горбачёва в публикации в Los Angeles Times, поддерживая «Новую газету», он поддерживает демократию. И это не противоречит защите им политики Путина в публичных высказываниях. Газета занимается серьёзной и смелой работой, а убийство Анны Политковской — это жестокий удар по свободе прессы и борцам за демократию.
Главный редактор «Известий» Владимир Мамонтов считает «Новую газету» газетой оппонирующих власти политических сил, в противовес «Российской газете» — газете власти и для власти. Корректность этого оппонирования является вопросом.
Обозреватель лево-либеральной немецкой газеты «Франкфуртер Рундшау» Флориан Хассель ещё в 2001 году приводил «Новую газету» в качестве примера, будучи приглашённым гостем в дискуссии на радиостанции «Эхо Москвы». «Это газета, которая часто ещё публикует огромные скандалы, факты в том числе, — считает Хассель, — И на самом деле, конечно, первый канал и второй канал должны были сообщать об этом каждый понедельник, и должно быть следствие. Ничего подобного больше нет».
Питер Финн из The Washington Post в 2007 году назвал «Новую газету» «одним из последних форпостов критической журналистики в России».
По мнению Максима Шевченко, власть уважает в ряду прочих оппозиционных СМИ и «Новую газету», иначе та бы это на себе ощущала.
Михаилом Барщевским делалось замечание, что подписка на «Новую газету» — это то, что может быть сделано любым недовольным ситуацией в стране сторонником либерально-демократических идей.
Виктор Шендерович относит «Новую» к СМИ, действительно обеспечивающим обратную связь в обществе.
Согласно опубликованным 27 мая 2003 года Алексеем Панкиным из The Moscow Times данным опроса, проведённого среди 50 крупнейших компаний России и деловых ассоциаций, «Новая газета» — третья после «Версии» и «Независимой газеты» по ангажированности (27 %) и делит с газетой «Известия» 1 и 2 место по необъективности освещения экономических конфликтов.
Политолог Михаил Виноградов ощутил в редакционной политике газеты депрессивный дух и сравнил с партией «Яблоко»: «Там… общее уныние-депрессия, перемежаемая временами сильно коммерческими материалами и раскапыванием довольно сомнительных тем вроде „синих китов“. Такая печатная версия „Яблока“».
Издание «Проект» в 2019 году обратило внимание, что «Новая газета» не публикует критические статьи о главе государственной корпорации «Ростех» Сергее Чемезове. В связи с этим «Проект» указал, что в 2019 году две статьи о Чемезове, написанные журналистами «Новой газеты», вышли в «Медузе», а в 2014 году в «Новой газете» появилась комплиментарная статья, в которой деятельность «Ростеха» оценивалась положительно (причём автор этой статьи написал кроме неё в «Новой газете» только комплиментарный материал о «Русгидро»).

## Обвинения в клевете и дезинформации
3 февраля 1997 года несколько высших менеджеров ВГТРК опубликовали в «Новой газете» открытое письмо «ТВ-магазин: продаём программу на завтра», в котором говорилось о финансовой, творческой и кадровой деградации телекомпании. В статье утверждалось, что председатель Эдуард Сагалаев «превратил компанию в источник личного обогащения». 7 февраля 1997 года Сагалаев подал заявление об увольнении по собственному желанию. 10 февраля Борис Ельцин назначил председателем ВГТРК Николая Сванидзе, однако изложенные в письме факты были признаны Судебной палатой по информационным спорам при Президенте Российской Федерации недостоверными; аналогичным образом высказались и коллеги Сагалаева по ТВ-6.
В январе 2005 года департамент информации и печати Министерства иностранных дел России обнародовал комментарий к статье, опубликованной в «Новой газете» 24 января 2005 года под заголовком «ФСБ снарядила свою хельсинкскую группу». По мнению МИД РФ, данная статья «грубо искажает реальное положение вещей».
Согласно журналу «Эксперт Северо-Запад», «Новая газета» сообщила непроверенное сведение о будто бы готовящемся судебном иске против кинокомпании Уорнер Бразерс без ссылки на источник.
Некоторые материалы становились предметом судебных разбирательств по обвинениям в публикации ложных сведений, порочащих честь и достоинство.
В начале 2002 года «Новая газета» опубликовала «справку отдела расследований», согласно которой председатель Краснодарского краевого суда якобы жил не по средствам. По инициативе Краснодарской краевой квалификационной коллегии судей было собрано Большое жюри Союза журналистов России. Согласно жюри, «Новая газета» не подтвердила дискредитирующие судью сведения «[н]и в самой публикации, ни на заседании Большого жюри», а справка отдела расследований «не делает чести» газете. Кроме того, заголовок журналистской заметки был назван не отвечающим её содержанию.
Газета публиковала письма, чьи подделки третьей стороной были либо признаны двумя сторонами конфликта, либо предположены одной стороной. В одном случае непроверенным сообщением стала подделка от имени пяти американских конгрессменов, в котором говорилось о попытках Сергея Кириенко легализоваться в США. Это письмо было признано поддельным Госдепартаментом и Сенатом США, а затем и российским судом.
В мае 2016 года газета подверглась критике из-за публикации статьи своего обозревателя Галины Мурсалиевой «Группы смерти (18+)» о якобы существующей в социальной сети «ВКонтакте» секте, причастной к самоубийствам 130 подростков по всей территории России.
Относительно дезинформации любопытна официальная позиция «Роснефти» с критикой газеты по поводу вскоре подтвердившегося факта увольнения прикомандированного от ФСБ «безопасника» Феоктистова, как из «Роснефти», так и из самого ФСБ:

«Новая газета» клинически не способна писать правду», — написал Леонтьев в ответ на просьбу корреспондента «Би-би-си» прокомментировать материал «Новой». «Невозможно комментировать бредни», — ответил он на уточняющий вопрос. В конце беседы Леонтьев написал: «Хотите быть идиотами — ваш выбор». В комментарии телеканалу «Дождь» Михаил Леонтьев использовал похожие формулировки: «Бредить завязывайте. Это обычная бредятина для вас и „Новой газеты“. Вы общими болезнями болеете».— Пресс-секретарь «Роснефти» Михаил Леонтьев для «BBC» об увольнении генерала ФСБ Феоктистова, 7 марта 2017.

### Иски и опровержения газетой своих материалов
Материалы публикаций «Новой газеты» неоднократно признавались в судебных разбирательствах частично или полностью не соответствующими действительности. В соответствии с законом публиковались опровержения.
На опубликованную в «Новой газете» в августе 2000 года статью «Дело ведут паханы» позднее, после получения письма из Генеральной прокуратуры в апреле 2001 года, газетой было опубликовано опровержение. В письме было заявлено, что справка, послужившая источником сведений для статьи «Дело ведут паханы», является подделкой, а проведённая Прокуратурой проверка подтверждения данных сведений не выявила.
В 2000 году суд признал несоответствующими действительности, порочащими честь и достоинство истцов сведения, изложенные в статье относительно нескольких депутатов Госдумы. Суд постановил привести опровержения ложных сведений, принести публичные извинения и выплатить истцам 110 тысяч рублей.
В 2003 году был частично удовлетворён иск первого заместителя генпрокурора России Юрия Бирюкова к газете о защите чести и достоинства. Кроме опровержения редакция обязывалась выплатить Бирюкову 600 тысяч рублей.
В 2004 году судом были признаны не соответствующими действительности и порочащими деловую репутацию сведения в статье относительно Сергея Кириенко.
В 2004 году «Новая газета» принесла извинения за распространение недостоверных сведений о том, что президент «Роснефти» Сергей Богданчиков был якобы причастен к аресту Михаила Ходорковского.
В 2006 году газета по предписанию суда опубликовала опровержение ряда утверждений из публикации по делу о подводной лодке «Курск». В 2017 году газета выиграла дело в Европейском суде по правам человека о необоснованном ограничении свободы слова в этом деле.
В 2020 году суд оштрафовал «Новую газету» на 200 000 рублей и главного редактора издания Дмитрия Муратова на 60 000 рублей за фейк-ньюс в материале «Свистать всех в казармы» о карантине на атомных подводных лодках, а также о вспышке COVID-19 в одном из районов Чечни. Материалы были удалёны с сайта «Новой газеты» по требованию Роскомнадзора.
В 2021 году Роскомнадзор завёл два дела на «Новую газету» о распространении недостоверной информации. Дела возбуждены из-за материала Татьяны Юрасовой, удалённого по требованию ведомства ещё в день публикации — 23 января. В статье говорилось о предполагаемой подготовке провокаторов в подмосковном санатории «Горизонт». «По смыслу публикации, указанные провокаторы будут действовать в интересах органов власти, демонстрируя агрессию со стороны протестующих», — говорится в заключении прокуратуры.

### Предупреждения газете до 2022 года
31 марта 2010 года Роскомнадзор вынес «Новой газете» предупреждение за высказывания, направленные на возбуждение социальной, расовой и национальной розни, в статье «Банда, агентство, партия. Кто такие „легальные националисты“», опубликованной 20 января 2010 года и посвящённой организации «Русский образ», членами которой являлись подозреваемые (на момент написания статьи) в убийстве Станислава Маркелова и Анастасии Бабуровой Никита Тихонов и Евгения Хасис.
10 октября 2014 года Роскомнадзор вынес учредителю и редакции «Новой газеты» предупреждение о недопустимости использования средств массовой информации для осуществления экстремистской деятельности за статью Юлии Латыниной «Если мы не Запад, то кто мы?», опубликованную 10 сентября 2014 года. Вечером того же дня два фрагмента статьи на сайте «Новой газеты», вызвавшие недовольство надзорного органа, оказались скрыты.

## Вторжение России на Украину

### Интервью Зеленского
27 марта 2022 года главный редактор «Новой газеты» Дмитрий Муратов организовал интервью президента Украины Владимира Зеленского российским журналистам — главному редактору телеканала «Дождь» Тихону Дзядко, главному редактору «Медузы» Ивану Колпакову, журналисту и писателю Михаилу Зыгарю и специальному корреспонденту «Коммерсанта» Владимиру Соловьеву.
Роскомнадзор потребовал от российских СМИ не публиковать интервью с Зеленским и пригрозил газете проверкой. Генпрокуратура заявила, что «даст правовую оценку» материала.

### Остановка работы
28 марта 2022 года после второго предупреждения Роскомнадзора редакция «Новой газеты» объявила о приостановке работы до окончания вторжения. Верховный представитель Евросоюза по иностранным делам и политике безопасности Жозеп Боррель отметил, что прекращение выхода «Новой газеты» — «результат системного давления на независимые СМИ, включая зарубежные, а также социальные сети, организованного российскими властями».
28 июля 2022 года Роскомнадзор обратился в Басманный суд Москвы с требованием аннулировать свидетельство о регистрации «Новой газеты». 5 сентября 2022 года Басманный суд удовлетворил это требование.
14 сентября 2022 года Таганский районный суд оштрафовал «Новую газету» на 400 тыс. рублей по статье о «дискредитации Вооружённых сил России».
17 ноября 2022 года Роскомнадзор заблокировал сайты novaya.media и novayagazeta.ru. Ещё ранее был заблокирован сайт novaya.no.

### Запуск новых изданий

#### «Новая газета. Европа»
7 апреля 2022 года редактор отдела политики «Новой газеты» Кирилл Мартынов сообщил о запуске нового издания — «Новая газета. Европа». 29 апреля того же года сайт «Новая газета Европа» был заблокирован Роскомнадзором. 28 июня 2023 года Генпрокуратура России признала издание нежелательной организацией.
«Новая газета. Европа» продолжает свою деятельность, поскольку выпускается журналистами, покинувшими Россию, и занимает антивоенную позицию. Публикации выходят как на сайте, так и в печатном виде — бумажная газета выходит в Латвии, где издание и зарегистрировано. Руководит газетой её главный редактор Кирилл Мартынов. С российской «Новой газетой» это издание организационно не связано. В июне в Швейцарии была создана ассоциация «Friends of Novaya Gazeta Europe». Она позволяет поддержать работу издания с помощью пожертвований и даёт возможность каждому желающему стать членом сообщества.

#### Другие издания
С 15 июля авторами «Новой газеты», оставшимися в России, начал выпускаться журнал «НО. Новая рассказ-газета». Через неделю Роскомнадзор заблокирован сайт за «дискредитацию российской армии», не сообщив, в чём именно эта дискредитация выразилась. На сайте появилась плашка «Novaya.no не обновляется — сайт заблокирован по требованию Генпрокуратуры РФ».
24 августа 2022 года был запущен сайт-конструктор Novaya.media где публикуются материалы российской редакции «Новой газеты». По сообщению редакции, здесь можно читать материалы журнала «НО. Новая рассказ-газета», авторские подписки и встраивать свои источники анонимно.

### Привлечение редакции к административной ответственности
6 июля 2022 года Симоновский районный суд города Москвы АНО «Редакционно-издательский дом "Новая газета"» оштрафовали на 300 тысяч рублей по части 9 статьи 13.15 КоАП РФ (распространение в СМИ заведомо недостоверной общественно значимой информации под видом достоверных сообщений).
11 января 2023 года в Таганский суд города Москвы поступило административное дело в отношении АНО «Редакционно-издательский дом "Новая газета"» по обвинению в дискредитации ВС РФ. 18 января суд оштрафовал «Новую газету» на 500 тысяч рублей.